# Башкиров, Михаил Викторович
Михаи́л Ви́кторович Башки́ров (29 января 1954, Иркутск — 18 марта 2019, Иркутск) — русский советский писатель, прозаик, почвовед-агрохимик.

## Биография
В 1976 году окончил биолого-почвенный факультет Иркутского государственного университета по специальности «почвовед-агрохимик».
Всю жизнь прожил в Иркутске.
Берт Корк. Усадьба в огне // Восточно-Сибирская правда. 01.07.2013:
Всероссийское благотворительное общество «Утоли моя печали» обосновалось в Иркутске в 1890 году, устроив здесь две богадельни и большой детский приют. Дом по современному адресу Фурье, 11, оно выкупило у прежней хозяйки Александры Михнович в 1901 году. На втором этаже расположились одно из отделений женской богадельни и контора, а на первом работала столовая для малоимущих слоёв местного населения. Под эгидой общества усадьба функционировала до окончательного и безоговорочного установления советской власти, когда богадельню разогнали и сделали тут нормальную жилую коммуналку. <…> Также здесь жил и работал писатель Михаил Башкиров, роман которого «Осеннее усекновение» номинировался на премию «Русский Букер» 2003 года. Самим жителям дома он запомнился тем, что в любую погоду сидел перед открытым окном, выходящим на улицу Фурье, и постоянно печатал на машинке. Из его раннего творчества соседям запомнился только рассказ со смешным названием «Банный вор».
Печататься начал в студенческие годы. Литературным наставником стал иркутский писатель Анатолий Михайлович Шастин.
Гольдфарб С. И. Час выбора. Анатолий и Елена Шастины в Иркутске. Иркутск: Агентство «Комсомольская правда — Байкал», 2000:
Среди тех, кто учился у Шастина, были не юнцы, а как правило, мужики со своей судьбой и правдой. Важным элементом учения было чтение — он подбирал книги из домашней библиотеки и выдавал их под строгую запись. У Шастина была своя метода. Вначале он вел молодого автора в газету, затем в журнал «Сибирь» и только потом — к издателю. Вероятно, самым удачливым его учеником был Михаил Башкиров. Анатолий Михайлович работал с ним много лет. Упорно заставлял его переписывать страницы и главы. Но написать рукопись было половиной дела. Гораздо сложнее было протолкнуть ее в план издательства. Его первая повесть «Реликт» была неплохо встречена, за ней появились повести «Банный вор» и «Открытым текстом». М. Башкиров собрал повести в книгу, ее обсудили в секции прозы и рекомендовали к изданию. Знаю, что Анатолий Михайлович поддержал практически все работы Башкирова.
В 1970—1980-х гг. работал в экспедициях по Западной и Восточной Сибири, в Монголии. Исследовал поймы великих сибирских рек – Оби, Иртыша, Лены и Ангары. Занимался торфяниками Присаянья и Прибайкалья.
Первая публикация: Башкиров М. По дорогам Монголии. Очерк // "Советская молодежь",  октябрь 1975 г.
С 1987 г. позиционировал себя в качестве прозаика и независимого писателя.
Автор персонажа «Робот Урсик» для детского журнала «Сибирячок».
В 1990-х гг. работал креативным директором рекламной газеты «Деловые будни». Создавал новые виды газетных объявлений («баннеры», «блоки» и пр.).
В 2000-х гг. до конца жизни занимался литературным творчеством — самостоятельно и в соавторстве с женой.
В 2003 г. роман "Осеннее усекновение" вошел в лонг-лист премии "Русский Букер".

## Рецензии и отзывы
[Б.п.] И у фюрера был котэ // Читаем вместе. 2012. Май. С. 19
«Собственно, Башкирцев пытается выдать обычный плутовской роман, в котором одно приключение нанизывается на другое до тех пор, пока писателю не надоедает описание событий по цепочке, за нечто большее и исключительное. И не удивительно, что всего в книге полно: и магнаты, владеющие золотыми рудниками, и члены безжалостной секты, крадущие котов, и сговоры всех мастей. Иными словами, развлекательный, легкий, отчасти пафосный, слегка ироничный, без особой глубины и подтекста роман на любителя. В метро читается быстро».
Арти Д. Александер. Настоящий Аристократ // Книжное обозрение. 2012. № 10 (2334). С. 15.
"История кошачьих всегда занимательней человеческой, ибо эти грациозные четвероногие лишены многих пороков, среди которых — жадность и предсказуемость. Конечно, не может не радовать утверждение автора, что «при написании романа не пострадало ни одно мяукающее существо».
Новикова Е. Шизофренический лубок // Ваш досуг № 18 9-20 мая 2012. С. 72.
«Текст, балансирующий на грани лубка, китча и сказки, был создан иркутским писателем, номинантом на „Русский Букер“ 2003 года, специально для пресыщенных европейцев. Фанаты кошек не смогут читать описания зверств над „пакостными тварюгами“, а противников мяукающих существ расстроит то, что главный герой уцелел».
А. Х. Кошкофилы и Котофобы // Литературная газета. 2012. № 21 (6370). http://www.lgz.ru/article/19089/.
«Книгой М. Башкирова издательство „Флюид ФриФлай“ продолжило свою оригинальную серию „Русский роман для Европы“. В аннотации сказано: „Этот роман — соединение традиции великой русской литературы с приёмами современных западных бестселлеров“. С традициями ясно — благородная нравственная позиция автора, срывание всех и всяческих масок, сочувствие братьям нашим меньшим и т. д. От западных бестселлеров, видимо, пришли дешёвые уловки вроде „кота фюрера“ в названии — на самом деле герой романа — его отдалённый потомок. Согласитесь, это не одно и то же».
Цветков К. Наш Сибирский постмодернизм // The Novosib Room. http://novosib-room.ru/nash-sibirskij-postmodernizm-72824/
«Автор хотел написать необычный русский роман для Европы, чем и дал старт целой серии таких книг. Да и в самом деле, книги про афганские деревни, индийские трущобы и африканские гетто становятся бестселлерами, а о сибирских глубинках еще никто не писал! В Европе до сих пор самые дикие представления о Сибири, и автор попытался это исправить. И пошел даже дальше, дав трезвый взгляд на Европу из Сибири. Взгляд этот принадлежит тому самому любимому коту Фюрера, который волею судеб попадает в Россию. Да не просто в Россию, а в самую ее глушь, на Байкал, где и приходится ему, аристократу крови, выживать, как придется. Это роман о взаимоотношении человека и кошек. Многие отмечают интересную подачу автора: глазами очень породистого кота. Кот чувствует звуками и запахами, не понимая слов, но животной интуицией схватывая суть происходящего. И суть эта, как правило, нелицеприятна, по-новому высвечивая эпизоды человеческой подлости и трусости. В книге вы также найдете много прекрасных описаний природы Сибири, описанных с любовью и знанием дела. Вообще, это не веселое водевильное приключение, отнюдь. И любителям легкого чтива, а также лицам с неустойчивой психикой и моложе 25 лет, мы бы этот роман не порекомендовали».

Последнее произведение, в соавторстве с И. Башкировой, — «Дневник семейного робота» (2018, опубликовано на издательской платформе Ridero).
«Самый дорогой семейный робот в мире купила рядовая домохозяйка. Начало карьеры робота оказалось щедрым на сюрпризы. Фамильная загадка, тайна незапертых комнат, странное поведение обладательницы товара года и необъяснимое исчезновение всей большой семьи, включая кошку и собаку. День первый…»
Предполагавшееся продолжение издания не осуществилось.